# Don Decker
Don Decker (ur. 11 września 1968  – zm. 11 października 2009) – amerykański wokalista. Były członek grupy muzycznej Anal Blast.
Decker zmarł 11 października 2009. Miał 41 lat.

## Dyskografia
Opracowano na podstawie materiału źródłowego.
- Puss Blood Pentagram (demo, 1994)
- Vaginal Vempire (1998)
- Perversion… and the Guilt After / Version 5 Obese (Split, 2002)
- Battered Bleeding Bitch (2004)
- Assault On The Hot Wet Blood Hole (Kompilacja, 2007)
- Spraying Blood Live (DVD, 2008)